# Bundeskanzler (Norddeutscher Bund)

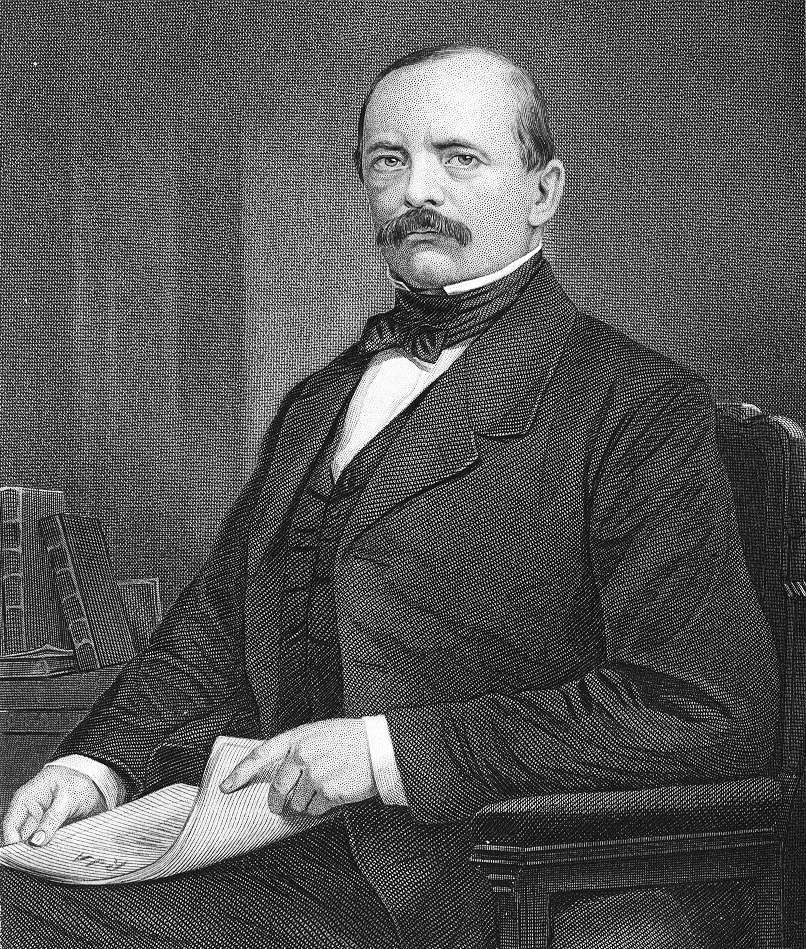
Otto von Bismarck im Jahr 1873

Der Bundeskanzler war ab 1867 die Exekutive des Norddeutschen Bundes. Laut Verfassung des Norddeutschen Bundes wurde er vom Inhaber des Bundespräsidiums ernannt, also vom preußischen König. Der Bundeskanzler hatte die Ministerverantwortlichkeit und zeichnete die Handlungen des Bundespräsidiums gegen. Das Amt ist identisch mit dem Reichskanzler des Kaiserreichs.
Im ursprünglichen Entwurf für die Verfassung sollte der Bundeskanzler ein rein ausführender Beamter sein. Die Regierungsgeschäfte hätten beim Bundesrat gelegen. Diese Vertretung der Gliedstaaten hätte dies über Ausschüsse erledigt. Doch der konstituierende Reichstag (Februar bis April 1867) lehnte eine solche Konstruktion ab. Durch die „Lex Bennigsen“ wurde der Halbsatz eingefügt, dass der Bundeskanzler die Verantwortung übernimmt.
Davon abgesehen hatte der Bundeskanzler noch eine weitere Funktion laut Verfassung: Er war Vorsitzender des Bundesrates. Ansonsten aber war der Kanzler kein Mitglied des Bundesrates und hatte keine Bundesratsstimme. Weitere Rechte erhielt er jedoch de facto dadurch, dass er fast immer gleichzeitig preußischer Ministerpräsident war. Beim Übergang zum Deutschen Kaiserreich (am 1. Januar 1871) blieb das Amt des Bundeskanzlers dasselbe, wurde allerdings am 4. Mai 1871 in „Reichskanzler“ umbenannt.

## Amt in der Praxis

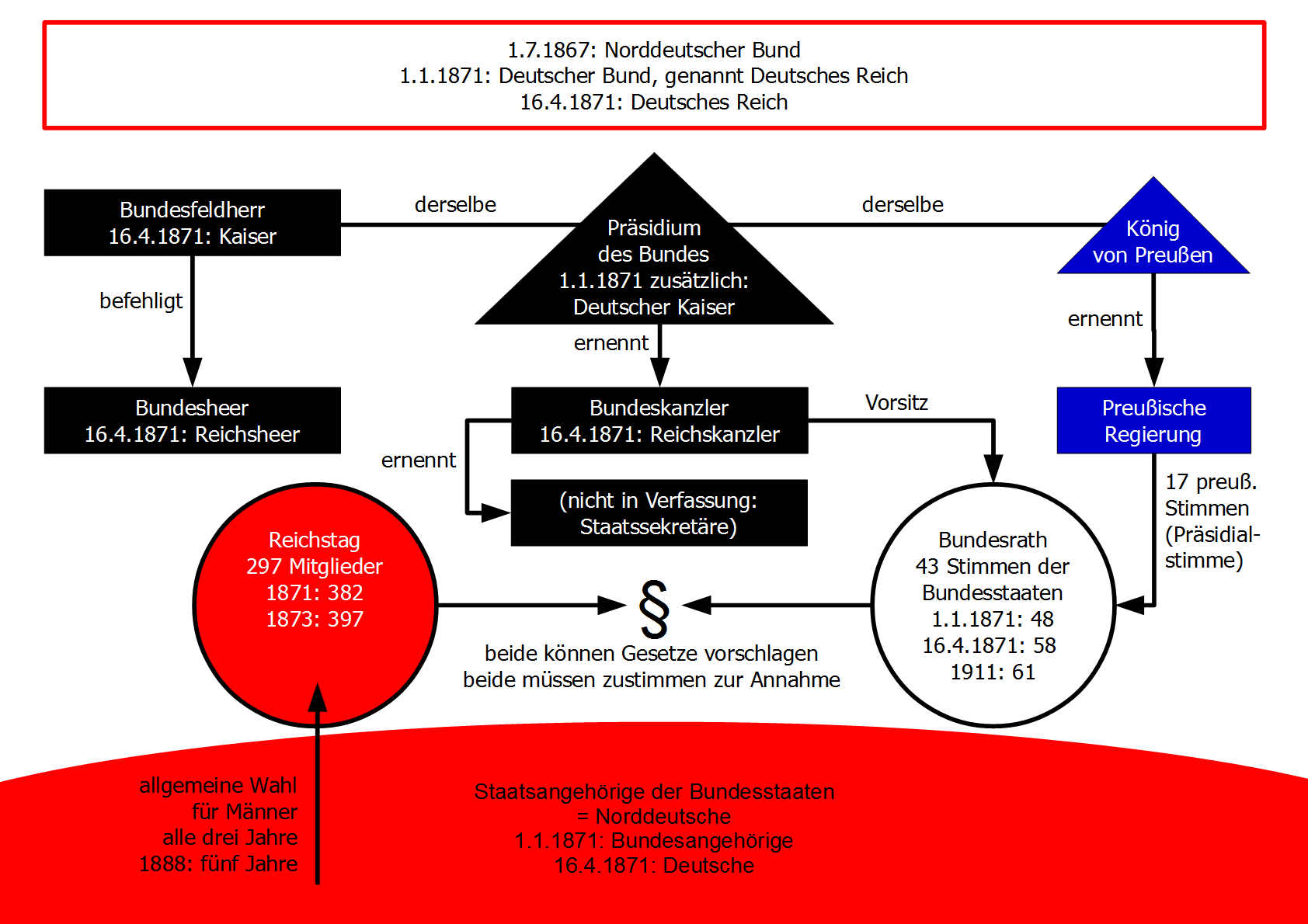
Bundeskanzler und Bundesrat im politischen System des Norddeutschen Bundes

Einziger Bundeskanzler in der Zeit des Norddeutschen Bundes war Otto von Bismarck, der preußische Ministerpräsident und Außenminister. König Wilhelm I. ernannte ihn am 14. Juli 1867. Diese erste Handlung des Königs für den Bund wurde noch von zwei preußischen Ministern gegengezeichnet. Dafür gab es jedoch weder in der Bundesverfassung noch in der preußischen Verfassung eine Grundlage.

### Oberste Bundesbehörden
Bismarck richtete zwar ein Bundeskanzleramt ein. Er verweigerte sich jedoch dem Ansinnen des Reichstags, regelrechte Bundesministerien zuzulassen. Außer dem Bundeskanzleramt kam es nur noch zu einer weiteren obersten Bundesbehörde während des Norddeutschen Bundes: Anfang 1870 ging das preußische Außenministerium auf den Bund über und erhielt die Bezeichnung „Auswärtiges Amt des Norddeutschen Bundes“.
Die Leiter des Kanzleramtes und des Auswärtigen Amtes erhielten den Titel „Staatssekretär“. Sie waren keine Kollegen Bismarcks, sondern dem Kanzler untergeordnete Beamte, denen er Weisungen erteilen konnte.

### Ämterverbindung Bundeskanzler-Ministerpräsident

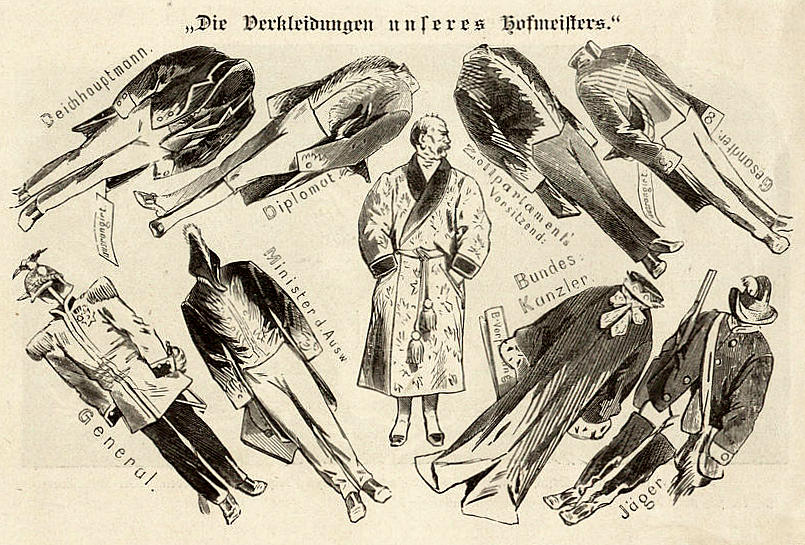
Karikatur auf Bismarcks Ämterhäufung; dabei fehlt das Amt des lauenburgischen Ministers

Bei der Bundesgründung führte Bismarck eine Praxis ein, die fast bis zum Ende des Kaiserreichs bestehen bleiben sollte: Er übte gleichzeitig die Ämter des Bundeskanzlers und des preußischen Ministerpräsidenten aus. Das war in der Verfassung nicht vorgeschrieben. Die Ämter blieben auch an sich zwei verschiedene Ämter.
Für Bismarck und seine Nachfolger hatte diese Ämterverbindung einen großen Vorteil: Als Ministerpräsident und Außenminister Preußens hatte er den größten Einfluss auf die preußische Regierung. Der Außenminister bestimmte, wer das Land im Bundesrat vertrat und wie die entsandten Vertreter abstimmen mussten. Bismarck machte sich auch selbst zum Bundesratsmitglied. Im Bundesrat hatte Preußen allein zwar keine Mehrheit, aber immerhin die meisten Stimmen. So hatte Bismarck den größten Einfluss auf den Bundesrat.
Dadurch stand ihm die Macht des Bundesrates zur Verfügung, vor allem bei der Gesetzgebung: Bundesgesetze konnten nur beschlossen werden, wenn außer dem Reichstag auch der Bundesrat zustimmte. Außerdem hatte Bismarck nur als Bundesratsmitglied automatisch Rederecht im Reichstag, nicht als Bundeskanzler.
Vorschläge im Bundesrat konnte laut Bundesverfassung nur ein Gliedstaat bzw. dessen Vertreter machen (Art. 7). Es bürgerte sich aber die Gewohnheit ein, dass Bundeskanzler Bismarck Gesetzentwürfe quasi als Entwürfe der Bundesexekutive in den Bundesrat einbrachte. Auf diese Weise erhielt die Bundesexekutive de facto ein Initiativrecht und ein Vetorecht. Mit der Ämterverbindung glich Bismarck also die eher schwache Stellung aus, die der Bundeskanzler laut Verfassung hatte. Zum Vergleich: Diese Rechte hatte in Preußen der König bzw. die Regierung bereits ausdrücklich durch die preußische Verfassung.

## Übergang zum Deutschen Reich
Wegen der Beitritte der süddeutschen Staaten (Novemberverträge) zum Bund nahmen Reichstag und Bundesrat eine neue Verfassung an: Diese „Verfassung des Deutschen Bundes“, die am 1. Januar 1871 in Kraft trat, gab dem weiterbestehenden Staat einen neuen Namen, „Deutsches Reich“. Das politische System und die Aufgaben der Exekutive änderten sich nicht.
Allerdings blieb auch die Bezeichnung für die Exekutive weiterhin „Bundeskanzler“. Am 4. Mai 1871 trat eine neue, revidierte Verfassung in Kraft, die daraus einen „Reichskanzler“ machte. Bismarck blieb einfach im Amt: Es gab keine Unterbrechung seiner Tätigkeit oder Neuernennung.
Damit unterstrich Kaiser Wilhelm, dass Bund und Reich und damit auch die Organe identisch waren, trotz Umbenennung. Der Kaiser adressierte schon seit dem 1. Januar seine Briefe an den Bundeskanzler mit „Von des Kaisers Majestät an den Reichskanzler“. Im Übrigen verwendete man amtlich weiterhin den verfassungsmäßigen Ausdruck. Erst nach der revidierten Verfassung sprach man offiziell vom „Reichskanzler“ und vom „Reichskanzleramt“.
Weitere Geschichte, siehe Bundeskanzler (Deutschland)#Geschichte

## Belege
1. ↑  Michael Kotulla: Deutsche Verfassungsgeschichte. Vom Alten Reich bis Weimar (1495–1934). Springer, Berlin 2008, S. 492/493.
2. ↑  Ernst Rudolf Huber: Deutsche Verfassungsgeschichte seit 1789. Band III: Bismarck und das Reich. 3. Auflage, W. Kohlhammer, Stuttgart [u. a.] 1988, S. 668.
3. ↑  Michael Kotulla: Deutsche Verfassungsgeschichte. Vom Alten Reich bis Weimar (1495–1934). Springer, Berlin 2008, S. 544.
4. ↑  Ernst Rudolf Huber: Deutsche Verfassungsgeschichte seit 1789. Band III: Bismarck und das Reich. 3. Auflage, W. Kohlhammer, Stuttgart [u. a.] 1988, S. 755.